# 그랜트 이마하라
그랜트 마사루 이마하라(영어: Grant Masaru Imahara, 1970년 10월 23일 ~ 2020년 7월 13일)는 미국의 전자공학자이자, 라디오 컨트롤 기술자이며, 태어났을 때의 이름은 이마하라 마사루(일본어: 今原 真申)였다. 미국의 디스커버리 채널에서 방송하는 TV 프로그램 《호기심 해결사》의 레귤러이다.

## 생애
1970년 미국 로스엔젤레스에서 태어났고, 2020년 7월 13일에 뇌 동맥류로 사망하였다.